# Pterapicus
Pterapicus is een geslacht van vliesvleugeligen uit de familie Pteromalidae. De wetenschappelijke naam van dit geslacht is voor het eerst geldig gepubliceerd in 1974 door Dzhanokmen.

## Soorten
Het geslacht Pterapicus omvat de volgende soorten:
- Pterapicus isjaslavi Dzhanokmen, 1974
- Pterapicus kazenasi Dzhanokmen, 1976